# Borstros
Borstros (Rosa pseudoscabriuscula) är en rosväxtart som först beskrevs av Robert Keller, och fick sitt nu gällande namn av H. Henker och G. Schulze. Enligt Catalogue of Life ingår Borstros i släktet rosor och familjen rosväxter, men enligt Dyntaxa är tillhörigheten istället släktet rosor och familjen rosväxter. Arten förekommer tillfälligt i Sverige, men reproducerar sig inte. Inga underarter finns listade i Catalogue of Life.